# Slotvernis

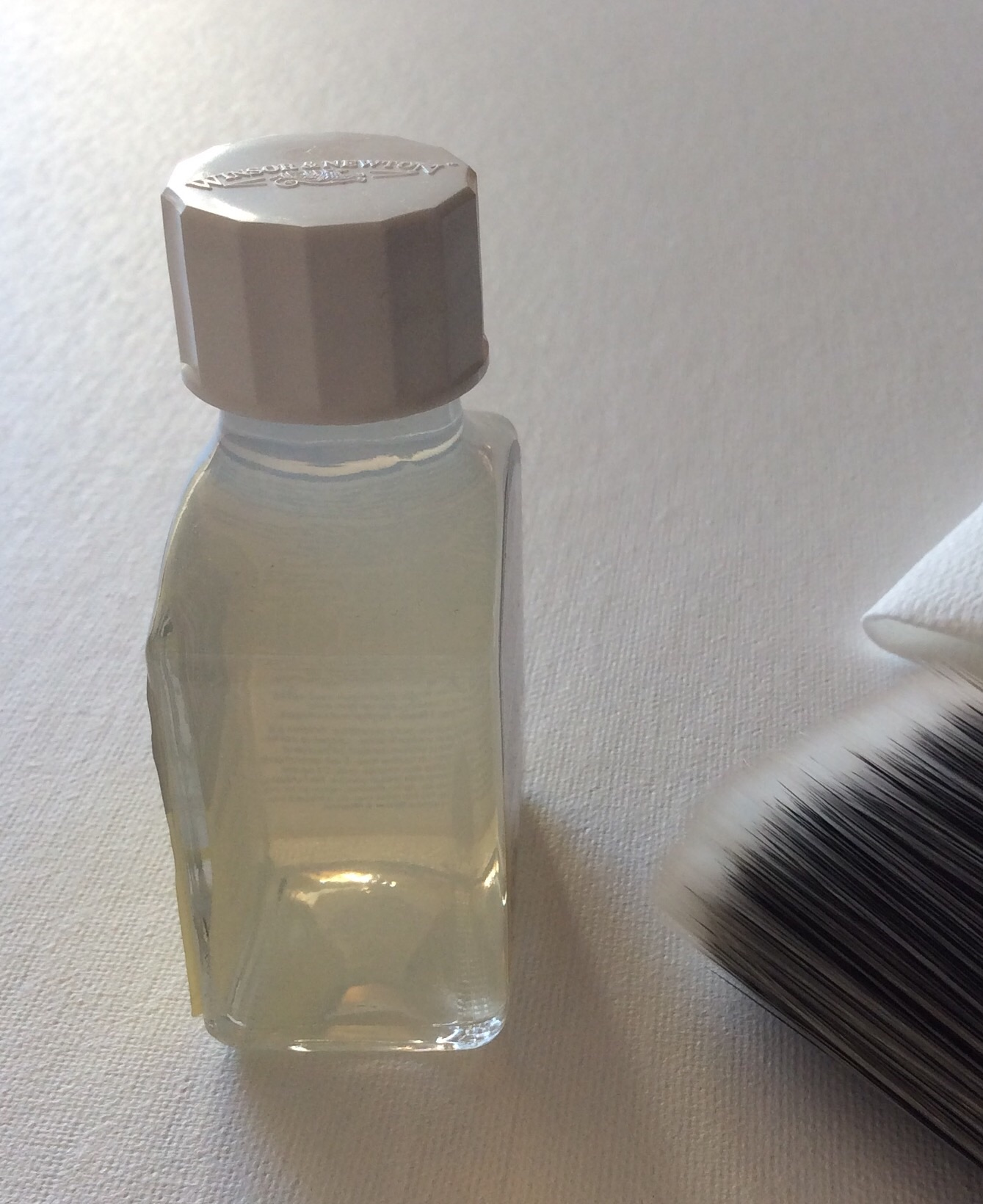
Slotvernis voor kleine toepassingen

Slotvernis is een vernis die het verdrogen van olieverf stopt door het tegenhouden van zuurstof. Daarnaast heeft het een fysisch beschermende werking omdat het water en zonlicht tegenhoudt. Een glanzend oppervlak trekt minder stof en vuil aan en het is gemakkelijker te reinigen.
Een schilderij heeft voldoende tijd nodig om te drogen. Slotvernis wordt toegepast nadat olieverf geheel gedroogd is en er geen chemische reacties meer zijn. Dat kan na een half jaar tot een jaar na het aanbrengen van de olieverf, afhankelijk van de laagdikte en het substraat.
De olieverf oxideert tijdens het verdrogen: zuurstof uit de lucht breekt de chemische molecuulketens af die in de olie zijn gevormd. Hierdoor vermindert de kwaliteit. Slotvernis voorkomt dat de zuurstof de verflaag binnendringt en beschadigt (vorming van barsten en scheuren). Na verloop van tijd kan dit zichtbaar worden als craquelé.
Bij gebruik van een tussenvernis zal te veel vernis een goede hechting van een volgende laag verhinderen. Bij overmatig gebruik als voorlopige slotvernis kan het oplosmiddel van de retoucheervernis de (nog niet droge) olie uit de onderlagen van de verf oplossen en naar de oppervlakte brengen. Als dit gebeurt, kan het schilderij vele maanden tot zelfs jarenlang kleverig blijven en is aanhechting van stof moeilijk te voorkomen.
Vernis kan over het algemeen worden verwijderd, waardoor het vernieuwd kan worden om vergeling of krassen weg te werken. Olieverf wordt steeds meer vervangen door watergedragen verf waardoor ook slotvernis minder wordt gebruikt.